# بافل أكسلرود
بافل بوريسوفيتس أكسلرود (بالروسية: Па́вел Бори́сович Аксельро́д) هو سياسي ثوري شيوعي روسي ولد في يوم 25 أغسطس 1850 في تشرنيغوف في أوكرانيا حالياَ لعائلة يهودية، أسس مع كل من جورجي بليخانوف وفيرا زاسوليتش وليو دوتش أول اتحاد ماركسي للعمال في الإمبراطورية الروسية في سنة 1883. وخلال موتمرهم الثاني في جنيف أسسوا حزب العمال الديمقراطي الاشتراكي الروسي وألذي أصبح يعرف نفسه بالجانب المنشفي وألذين عارضوا البلاشفة باستخدام العنف للوصول إلى السلطة. بعد تأسيسه للحزب بقي في المنفى في سويسرا. أثناء قيام الحرب العالمية الأولى راهن أن بانتصار ألمانيا سينهار النظام الروسي وسيثور الشعب. لكن لينين عارضه باعتماده على ألمانيا واتهمه بمحاباة ألمانيا والشوفينية. بعد ثورة فبراير في 1917 عاد أكسلرود إلى روسيا، وإنضم إلى ألكسندر كيرينسكي في حكومته وأيد استمرار الحرب على ألمانيا، لكنه لم يلقى الشعبية عند العمال. بعد ثورة أكتوبر أعتبر مجرم وهرب إلى ألمانيا وعاش هناك إلى أن توفي في سنة 1928 في برلين.

## روابط خارجية
- بافل أكسلرود على موقع الموسوعة البريطانية (الإنجليزية)